# Yekaterina Kondratyeva
Pour les articles homonymes, voir Kondratieva.
Iekaterina Kondratieva (en russe : Екатери́на Кондра́тьева), née le 8 avril 1982, est une athlète russe, pratiquant le sprint, plus particulièrement le 200 mètres.
Elle est détentrice du record du monde du très rarement couru relais 4 × 200 m en salle avec ses compatriotes Ioulia Petchenkina, Irina Khabarova et Ioulia Gouchtchina.

## Palmarès
Record du monde
- record du monde du 4 × 200 m en salle en 1 min 32 s 41